# اتفاق (ازبکستان)
اتفاق (به ازبکی: Ittifoq) یک منطقهٔ مسکونی در ازبکستان است که در ولایت نمنگان واقع شده‌است. اتفاق ۳٬۵۰۰ نفر جمعیت دارد.